# Nettwerk
Nettwerk Music Group, ou simplement Nettwerk, est un label discographique indépendant basé à Vancouver, avec des succursales à New York, Los Angeles, Londres, Hambourg et plusieurs autres grandes villes. Il est le plus grand label canadien. Parmi des dizaines d'artistes, elle gère notamment la carrière d'artistes canadiens internationalement connus comme Avril Lavigne, Sarah McLachlan, Barenaked Ladies, Chantal Kreviazuk, Sum 41, mais aussi celle de l'anglaise Dido.
Nettwerk a également une activité plus ou moins importante selon les secteurs dans les produits annexes: partitions et livres (Madrigal Press), vêtements (AMP Merchandising), musiques de films (Unforscene Music).

## Histoire
Nettwerk adopte de nouveaux formats numériques. McBride étudie les rapports montrant l'évolution des préférences des fans et se rend compte qu'il préfère s'adapter à la culture MP3 en plein essor plutôt que d'aller à l'encontre de celle-ci. En 2005, Nettmusic devient l'une des premières grandes entreprises musicales à vendre des MP3 sans DRM (gestion des droits numériques), et soutient la cause des consommateurs dans la bataille qui l'opposait à la Recording Industry Association of America. Nettwerk propose de payer les frais de justice d'un adolescent du Texas poursuivi pour avoir téléchargé des chansons.
Le 9 juin 2010, Nettwerk annonce que, pour sa distribution et sa commercialisation aux États-Unis, il s'éloignerait de Sony Music et son catalogue serait désormais distribué par Alternative Distribution Alliance En 2013, Nettwerk lève 10,25 millions de dollars de fonds propres pour signer des artistes et acheter des catalogues.
En juillet 2016, Nettwerk vend son catalogue d'édition à KobaltInvestment Fund, un fonds d'investissement indépendant créé en 2011. En septembre 2017, Nettwerk Records annonce que The Ballroom Thieves est signé au label.